# Březová, Uherské Hradiště
Březová là một làng thuộc huyện Uherské Hradiště, vùng Zlínský, Cộng hòa Séc.